# 生駒市
生駒市（日语：／ Ikoma shi */?）是位于奈良縣西北部的行政區劃。西側為生駒山地，穿過此片山區即為大阪府；東側以矢田丘陵與奈良市相鄰，市區即位於兩座山區之間的狹長平地區域。境內最北端的高山町地區自16世紀即開始生產茶筅及其他竹製茶道具，高山茶筌現也成為本地的傳統工藝產業。

## 人口
由於地處大阪市與奈良市之間，也因此成為這兩個城市的通勤城市，特別是因為西側緊鄰大阪府，北側則是京都府，造成轄內居民的縣外就業率高達50%以上。
| 生駒市人口分布圖 |                                               |  |
| 生駒市與日本全國年齡別人口分布比較圖 （2005年資料） | 生駒市的年齡、男女別人口分布圖 （2005年資料） |  |
| ■紫色是生駒市 ■綠色是全国 | ■藍色是男性 ■紅色是女性                       |  |
| 生駒市人口變化 \| 1970年 \| 35,550人 \| \| \| 1975年 \| 48,848人 \| \| \| 1980年 \| 70,461人 \| \| \| 1985年 \| 86,293人 \| \| \| 1990年 \| 99,604人 \| \| \| 1995年 \| 106,726人 \| \| \| 2000年 \| 112,830人 \| \| \| 2005年 \| 113,686人 \| \| \| 2010年 \| 118,113人 \| \| \| 2015年 \| 118,233人 \| \| \| 2020年 \| 116,675人 \| \| |                                               |  |
| 資料來源：日本總務省統計中心提供之人口普查數據 |                                               |  |
| 1970年 | 35,550人                                      |  |
| 1975年 | 48,848人                                      |  |
| 1980年 | 70,461人                                      |  |
| 1985年 | 86,293人                                      |  |
| 1990年 | 99,604人                                      |  |
| 1995年 | 106,726人                                     |  |
| 2000年 | 112,830人                                     |  |
| 2005年 | 113,686人                                     |  |
| 2010年 | 118,113人                                     |  |
| 2015年 | 118,233人                                     |  |
| 2020年 | 116,675人                                     |  |

## 歷史
在令制國時代屬於大和國，現在的轄區北部屬於添下郡，南部則屬平群郡，在4世紀至8世紀期間曾是平群氏的領地。
7世紀奈良時代時，修驗道始祖役小角曾在此設立道場，但此後一度沒落；直到17世紀江戶時代初期此地建立了寶山寺，吸引了許多來自大阪的商人前來參拜，本地開始形成門前町。
江戶時代本地大部分區域為郡山藩，另也有部分區域屬於江戶幕府直屬的旗本領。
19世紀明治維新後，這些區域曾先後隸屬奈良縣和郡山縣，在1871年的第一次府縣整併中，一度全數劃入奈良縣；但在1876年的第二次府縣整併中，奈良縣遭到廢除，因此改隸屬堺縣管轄，不過到了1881年又因堺縣被廢除改隸屬大阪府，直到1887年重新設立了奈良縣，才恢復隸屬奈良縣轄下。
1889年日本實施町村制，現在的生駒市範圍在當時分屬南生駒村、北生駒村、北倭村三個行政區劃；其中北生駒村在1921年升格並改制為生駒町，南生駒村和北倭村先後在1955年和1957年併入生駒町，隨著生駒町人口的成長，生駒町在1971年升格改制為生駒市。

### 變遷表
| 1889年4月1日 | 1889年 - 1912年 | 1912年 - 1944年                  | 1945年 - 1954年                  | 1955年 - 1989年                  | 1955年 - 1989年            | 1989年 - 現在              | 現在                       |
| ------------ | --------------- | -------------------------------- | -------------------------------- | -------------------------------- | -------------------------- | -------------------------- | -------------------------- |
| 北倭村       | 北倭村          | 北倭村                           | 北倭村                           | 1957年3月31日 併入生駒町         | 1971年11月1日 改制為生駒市 | 1971年11月1日 改制為生駒市 | 1971年11月1日 改制為生駒市 |
| 南生駒村     | 南生駒村        | 南生駒村                         | 南生駒村                         | 1955年3月10日 併入生駒町         | 1971年11月1日 改制為生駒市 | 1971年11月1日 改制為生駒市 | 1971年11月1日 改制為生駒市 |
| 北生駒村     | 北生駒村        | 1921年2月11日 改制並改名為生駒町 | 1921年2月11日 改制並改名為生駒町 | 1921年2月11日 改制並改名為生駒町 | 1971年11月1日 改制為生駒市 | 1971年11月1日 改制為生駒市 | 1971年11月1日 改制為生駒市 |

## 行政

### 歴任市長
| 任           | 姓名     | 上任日期      | 卸任日期      | 備註                       |
| ------------ | -------- | ------------- | ------------- | -------------------------- |
| 1            | 平本留吉 | 1971年11月1日 | 1974年        |                            |
| 2            | 前川具治 | 1974年        | 1978年        |                            |
| 3            | 前川具治 | 1978年        | 1982年        |                            |
| 4            | 前川具治 | 1982年        | 1986年        |                            |
| 5            | 前川具治 | 1986年        | 1990年        |                            |
| 6            | 前川具治 | 1990年        | 1994年        |                            |
| 7            | 中本幸一 | 1994年        | 1998年        |                            |
| 8            | 中本幸一 | 1998年        | 2002年        |                            |
| 9            | 中本幸一 | 2002年        | 2006年2月2日  |                            |
| 10           | 山下真   | 2006年2月3日  | 2010年2月2日  |                            |
| 11           | 山下真   | 2010年2月3日  | 2014年2月2日  |                            |
| 12           | 山下真   | 2014年2月3日  | 2015年2月26日 | 為參加奈良縣知事選舉而辭職 |
| （代理市長） |          | 2015年2月27日 | 2015年4月26日 |                            |
| 13           | 小紫雅史 | 2015年4月27日 | 2019年4月26日 |                            |
| 14           | 小紫雅史 | 2019年4月27日 | 2023年4月26日 |                            |
| 15           | 小紫雅史 | 2023年4月27日 | 現任          |                            |

## 交通

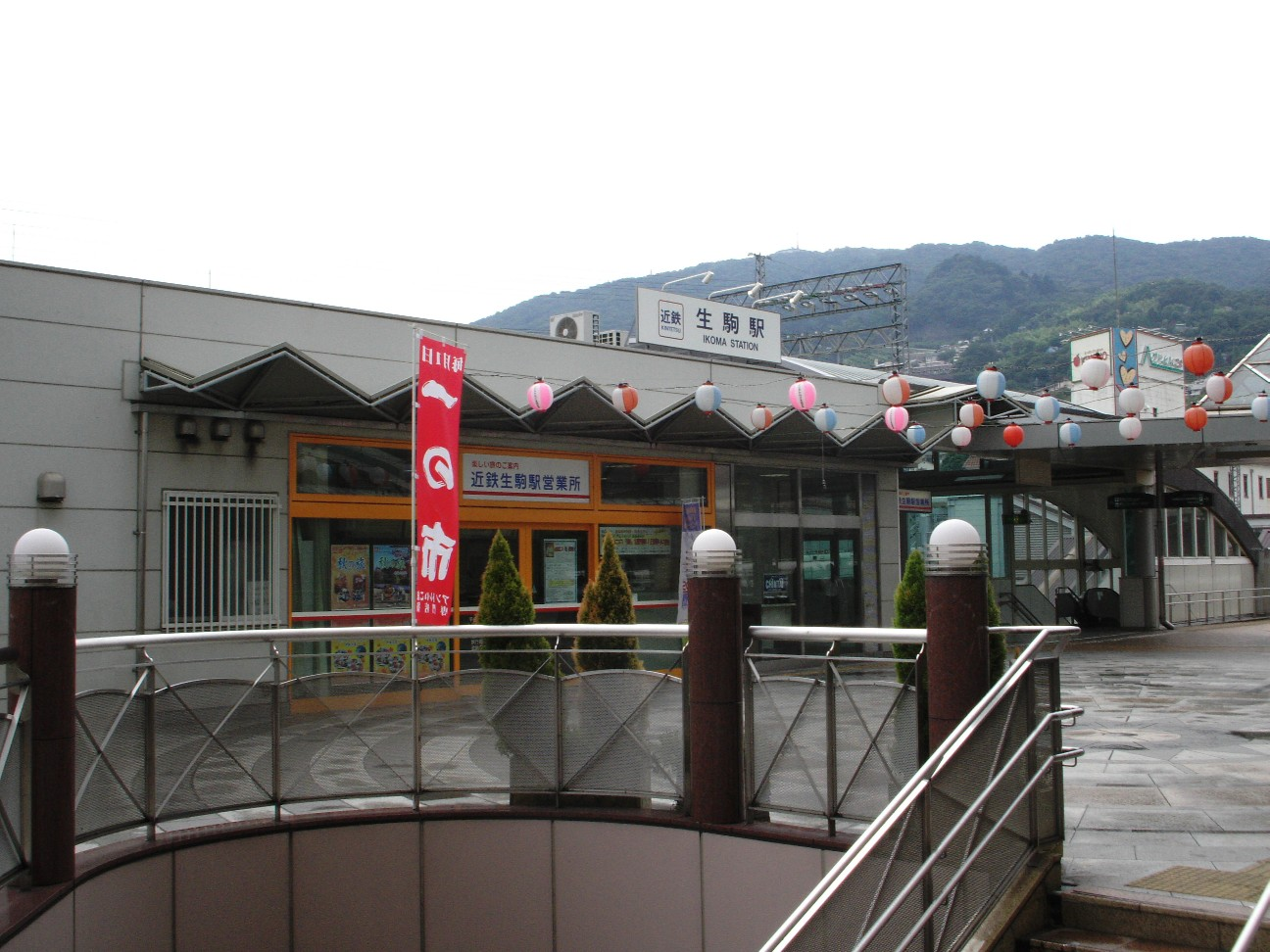
生駒車站

市內的主要車站是生駒車站，近畿日本鐵道的奈良線、生駒線、京阪奈線交會於此；其中奈良線和京阪奈線均可向西直接進入大阪市中心，僅需半小時之車程。京阪奈線和生駒線則分別可往北往南貫穿整個生駒市的轄區，奈良線再往東則可進入奈良市市區。
轄內的快速道路僅有第二阪奈道路，以東西像橫越轄區南部。客運部分則以奈良交通集團的客運路線為主。
在生駒車站南口往西約100公尺處，還有一條也是近畿日本鐵道所經營的纜索鐵路－生駒鋼索線，可由車站直接前往生駒山上的寶山寺和生駒山上遊園地。

### 鐵路
- 近畿日本鐵道
  - 奈良線：（←東大阪市） - 生駒車站 - 東生駒車站 - （奈良市）
  - 生駒線：生駒車站 - 菜畑車站 - 一分車站 - 南生駒車站 - 萩之台車站 - 東山車站 - （平群町→）
  - 京阪奈線：（東大阪市） - 生駒車站 - 白庭台車站 - 學研北生駒車站 - （奈良市）

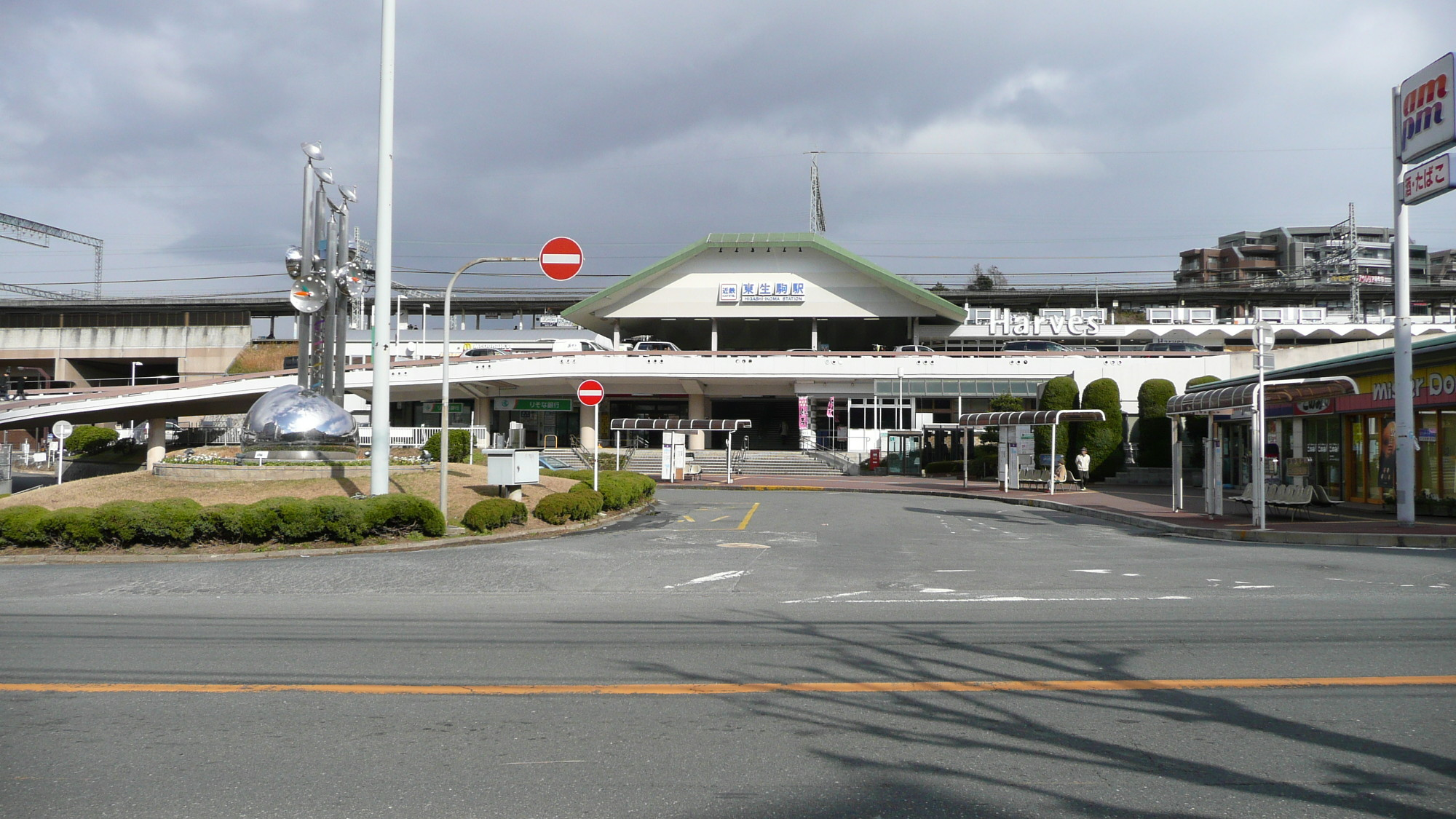
東生駒車站
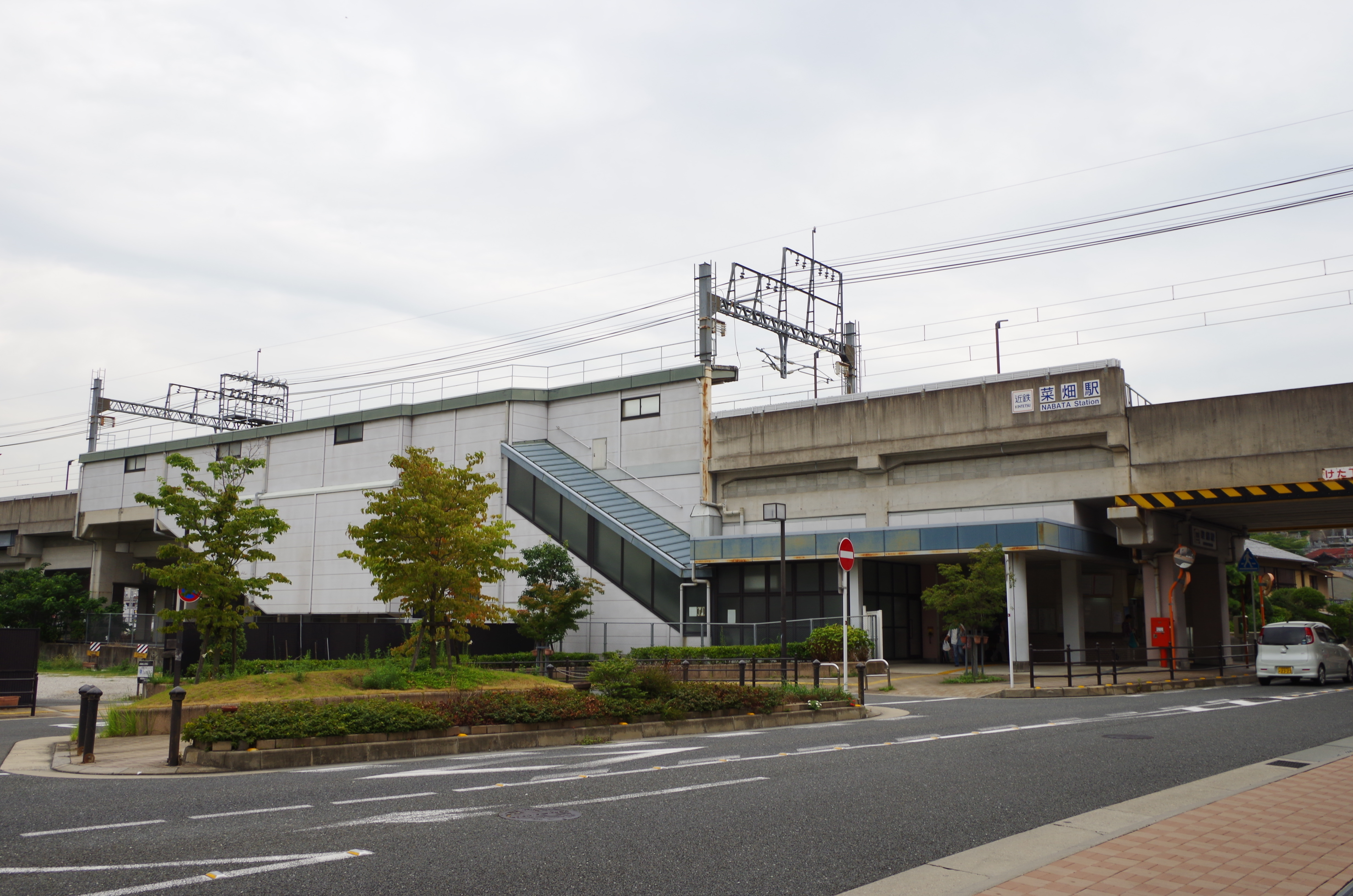
菜畑車站
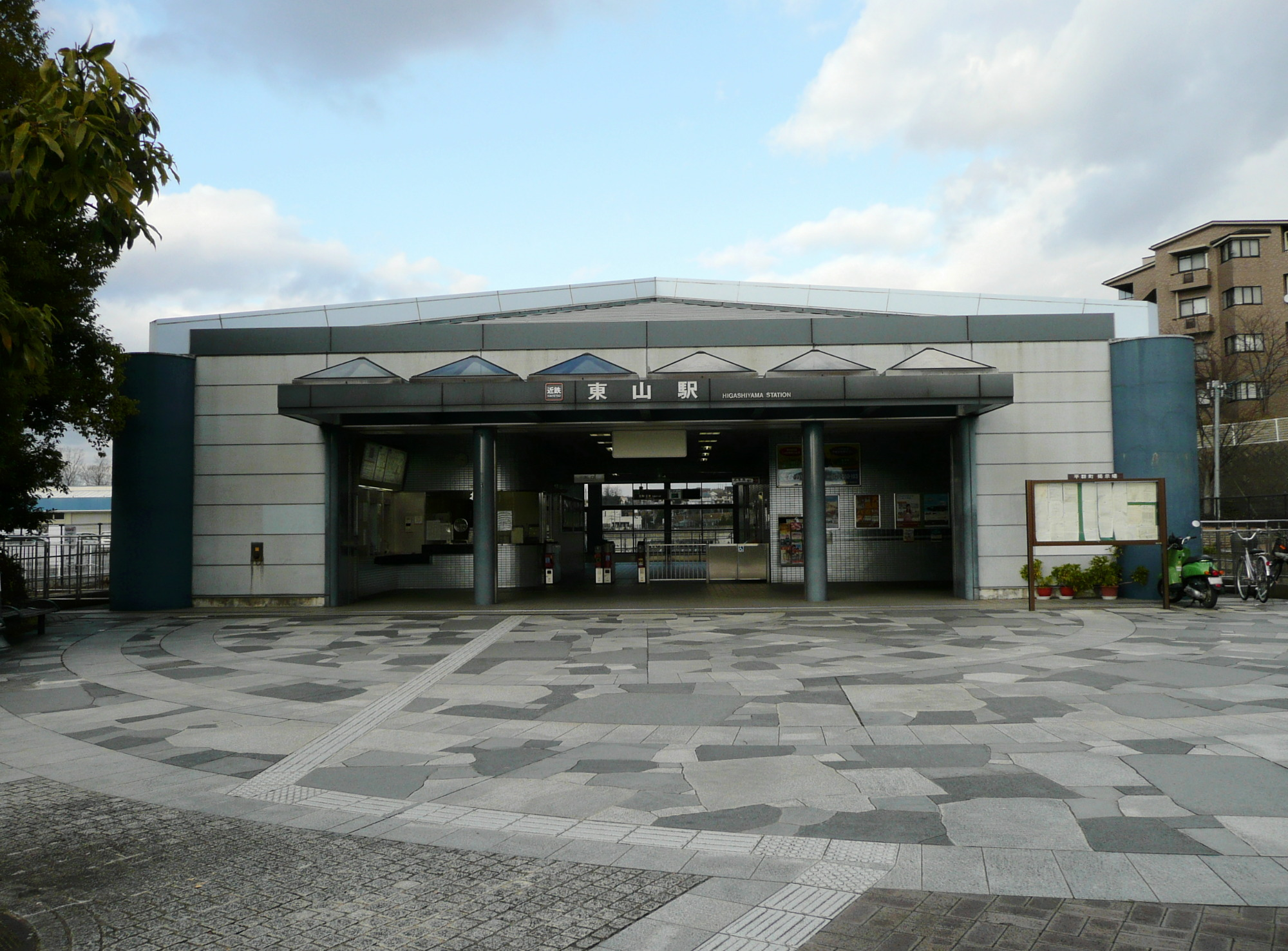
東山車站
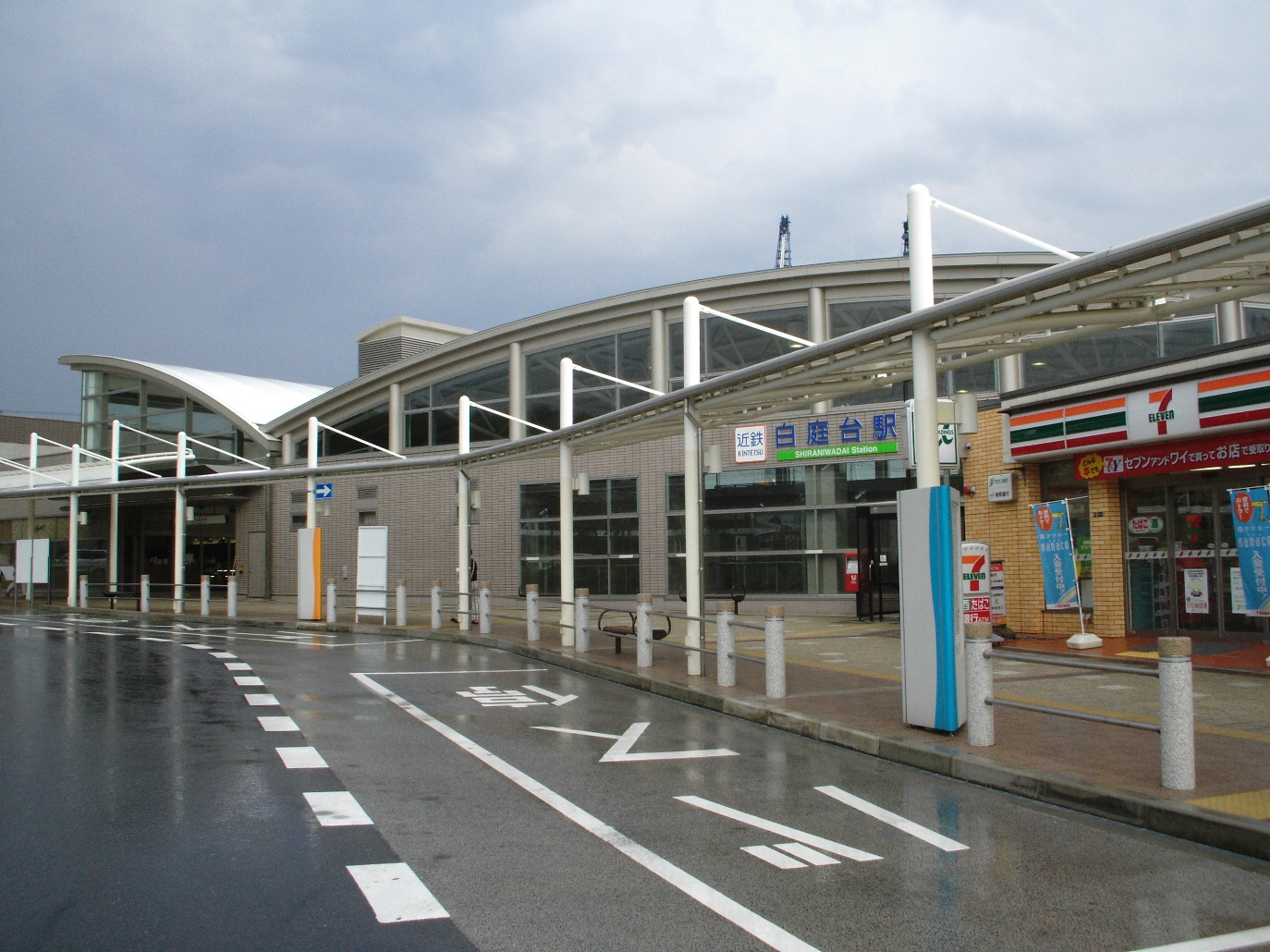
白庭台車站

- 生駒鋼索線：鳥居前車站 - 寶山寺車站 - 梅屋敷車站 - 霞丘車站 - 生駒山上車站

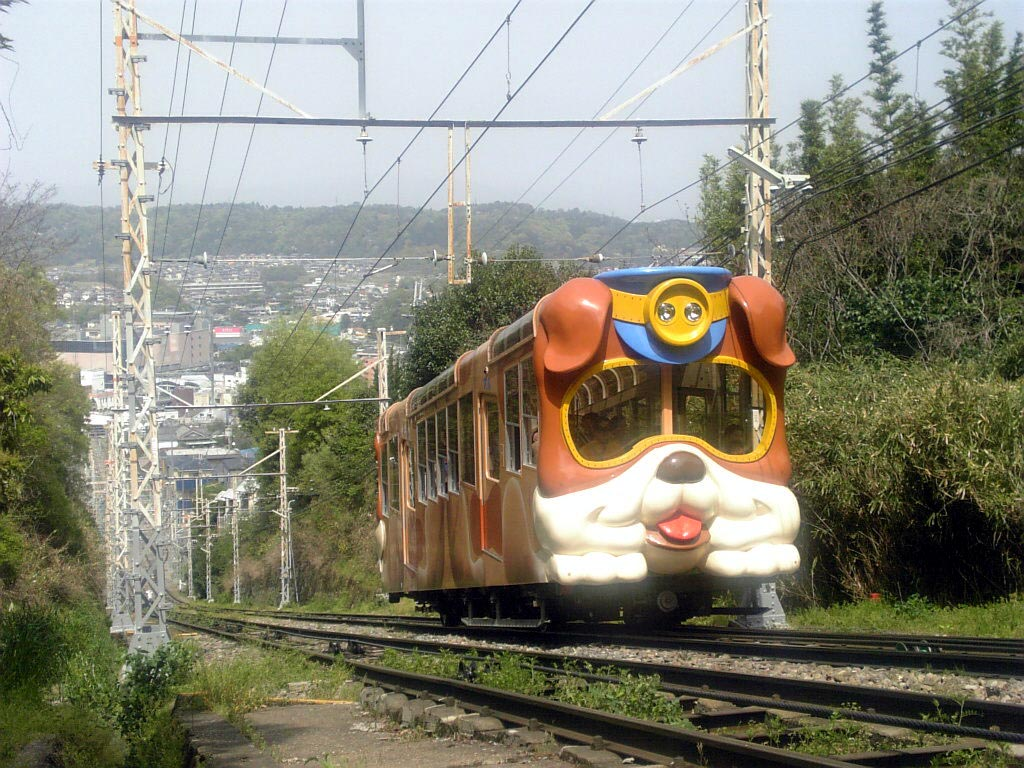
生駒鋼索線 - 纜車
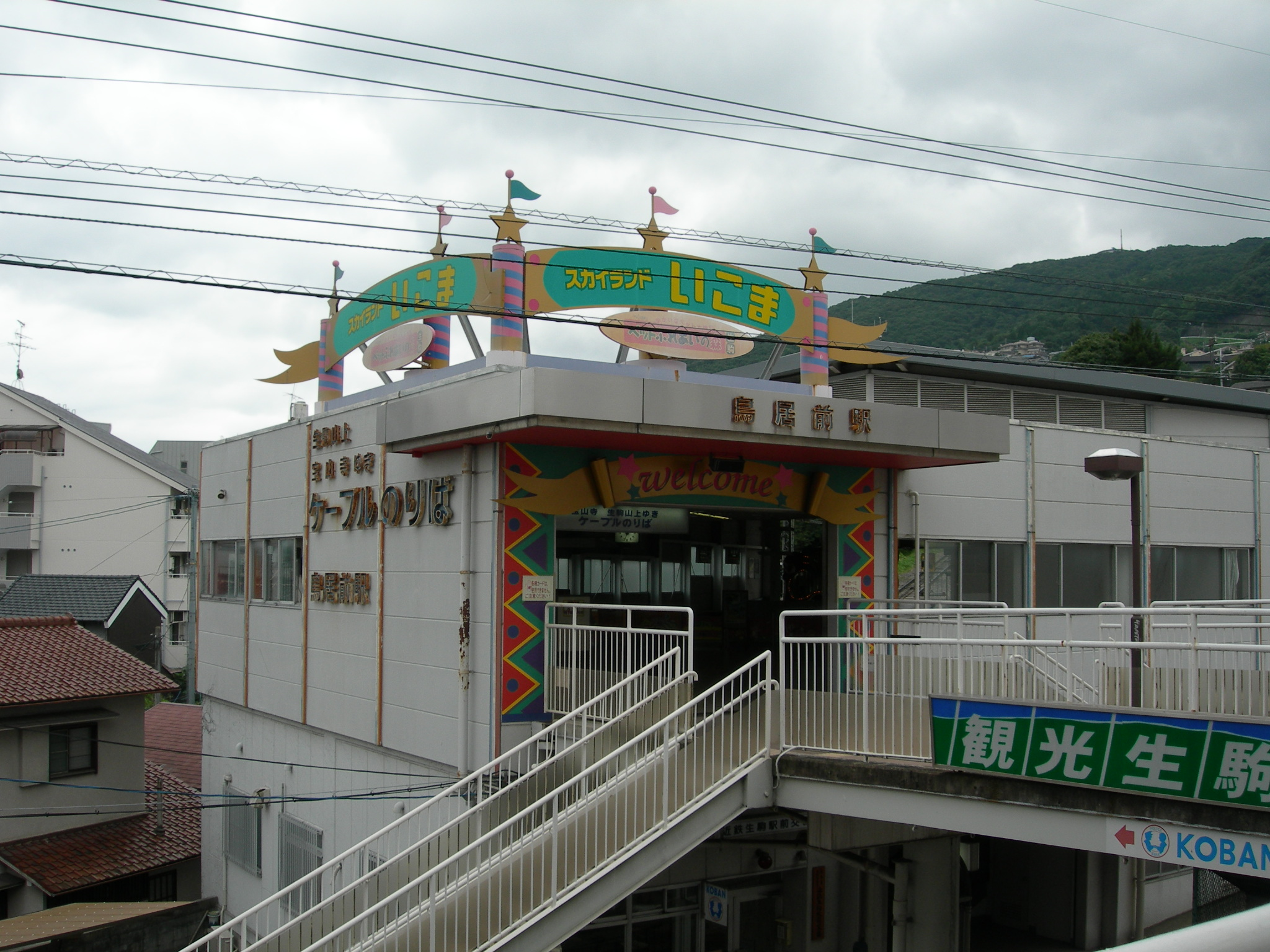
生駒鋼索線 - 鳥居前車站
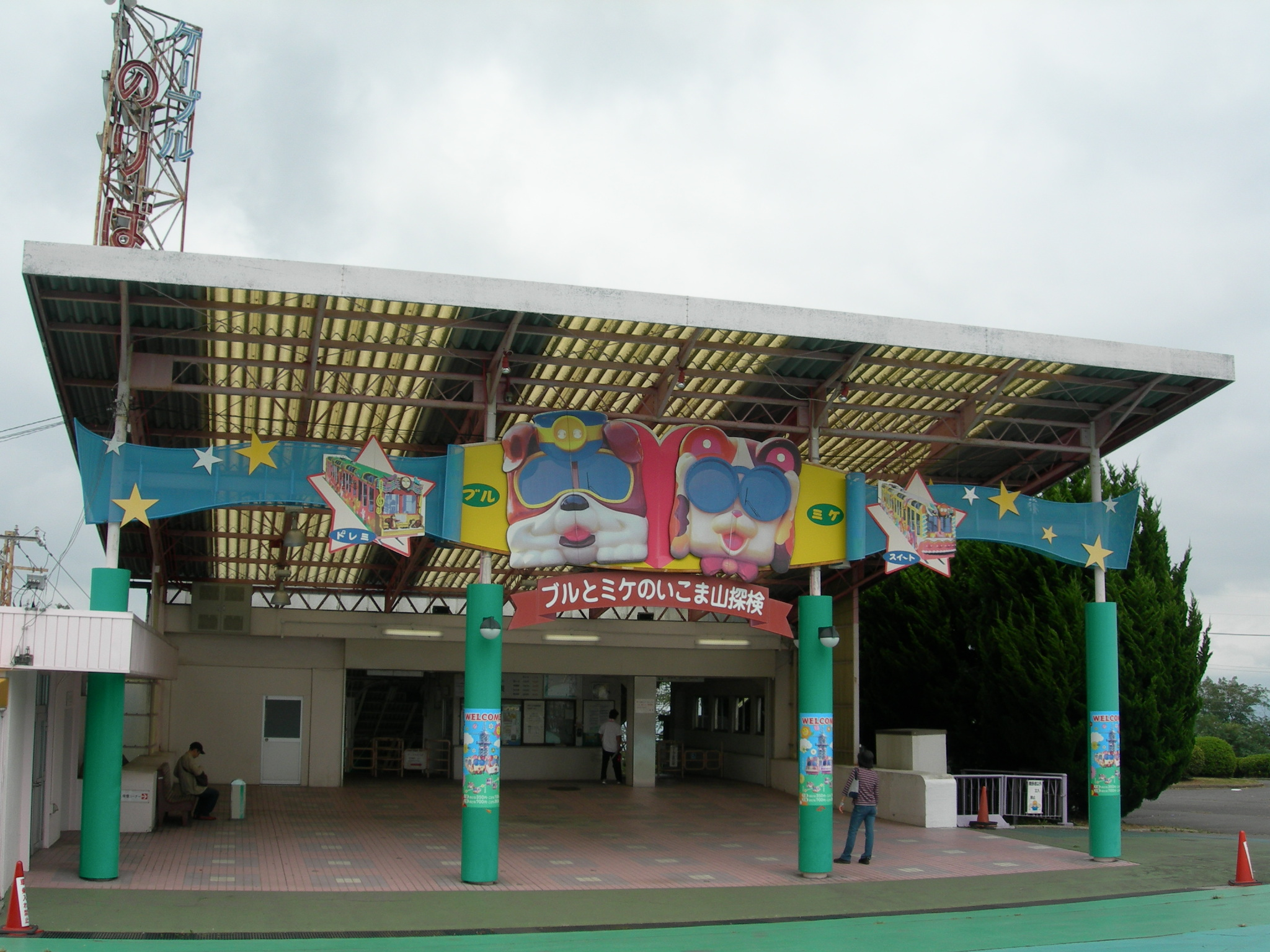
生駒鋼索線 - 生駒山上車站

### 公路

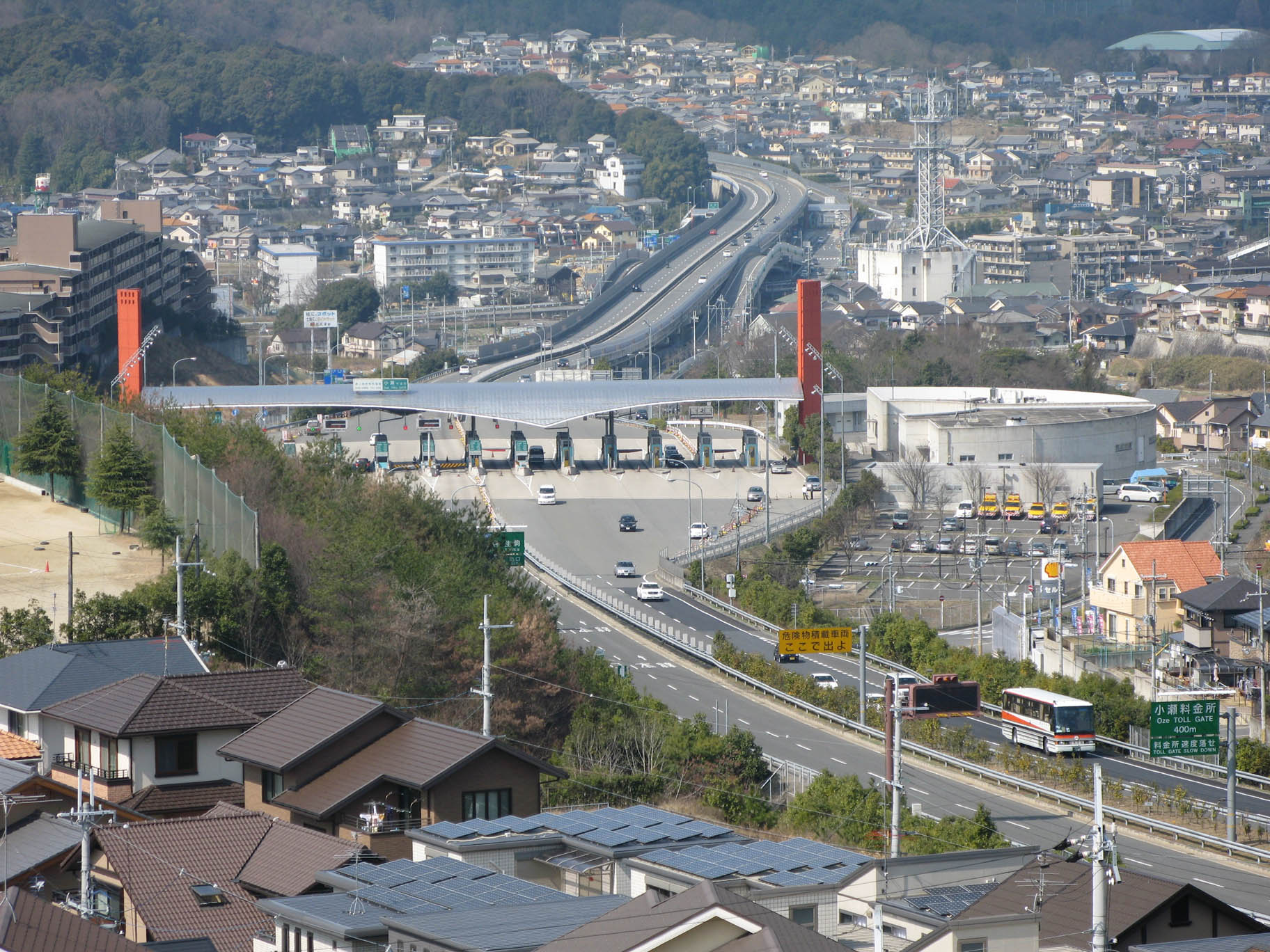
第二阪奈道路穿過市區的路段及收費站

高速道路
- 第二阪奈道路（日语：第二阪奈道路）：（東大阪市） - 壹分交流道（日语：壱分インターチェンジ） - （奈良市）

## 觀光資源
位於市區西側生駒山上的寶山寺是建於17世紀的寺廟，生駒本地也是因為此寺廟以門前町開始發展，可透過生駒鋼索線直接自生駒車站抵達，每年約有300萬觀光客前來參拜。
沿著生駒鋼索線繼續往生駒山頂前進，還有於1929年開始營業的生駒山上遊園地，由於位於山頂，可以俯瞰周邊近畿平原、奈良盆地、京都盆地，現在也是全奈良縣唯一僅存的遊樂園。

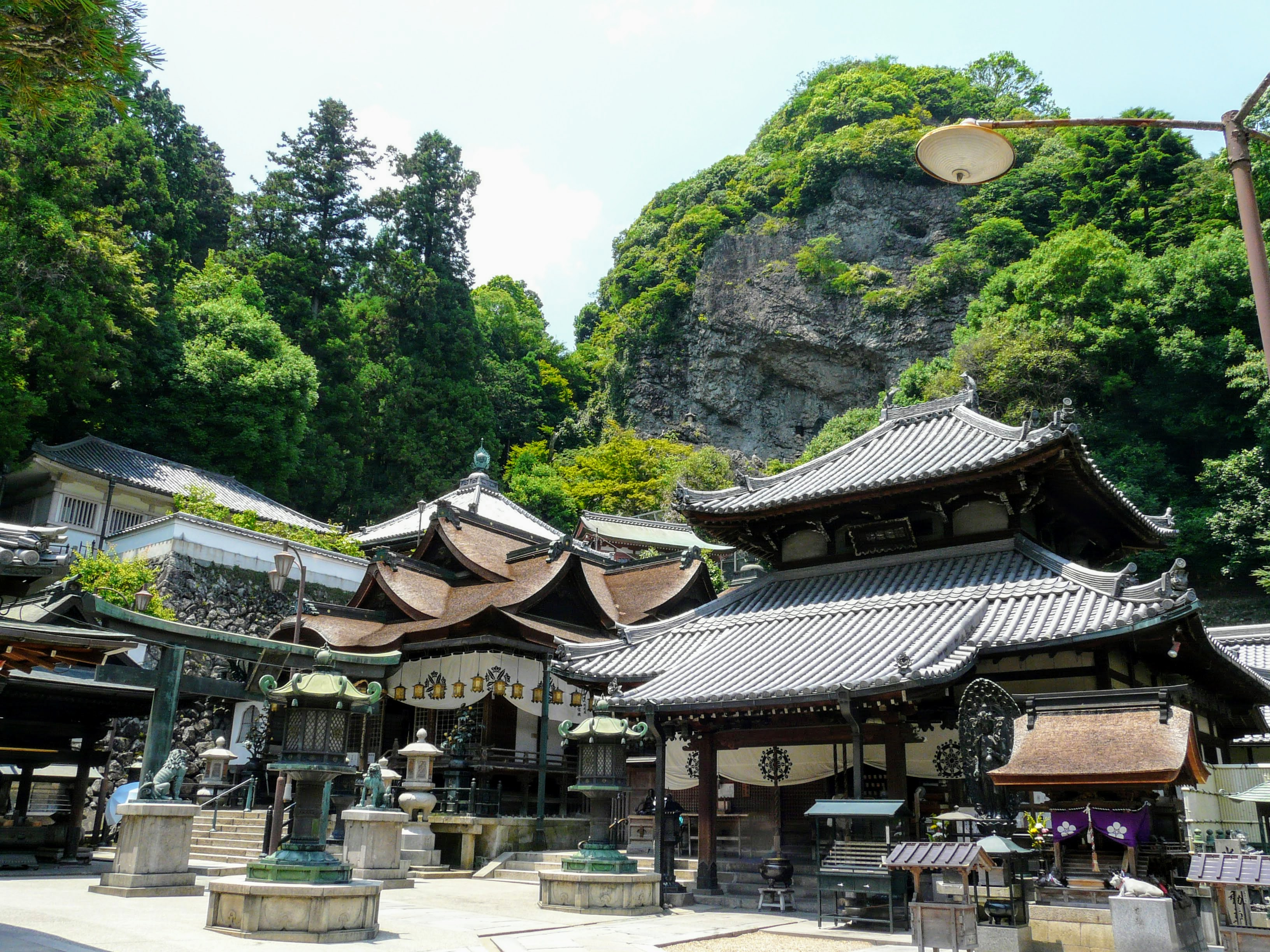
寶山寺
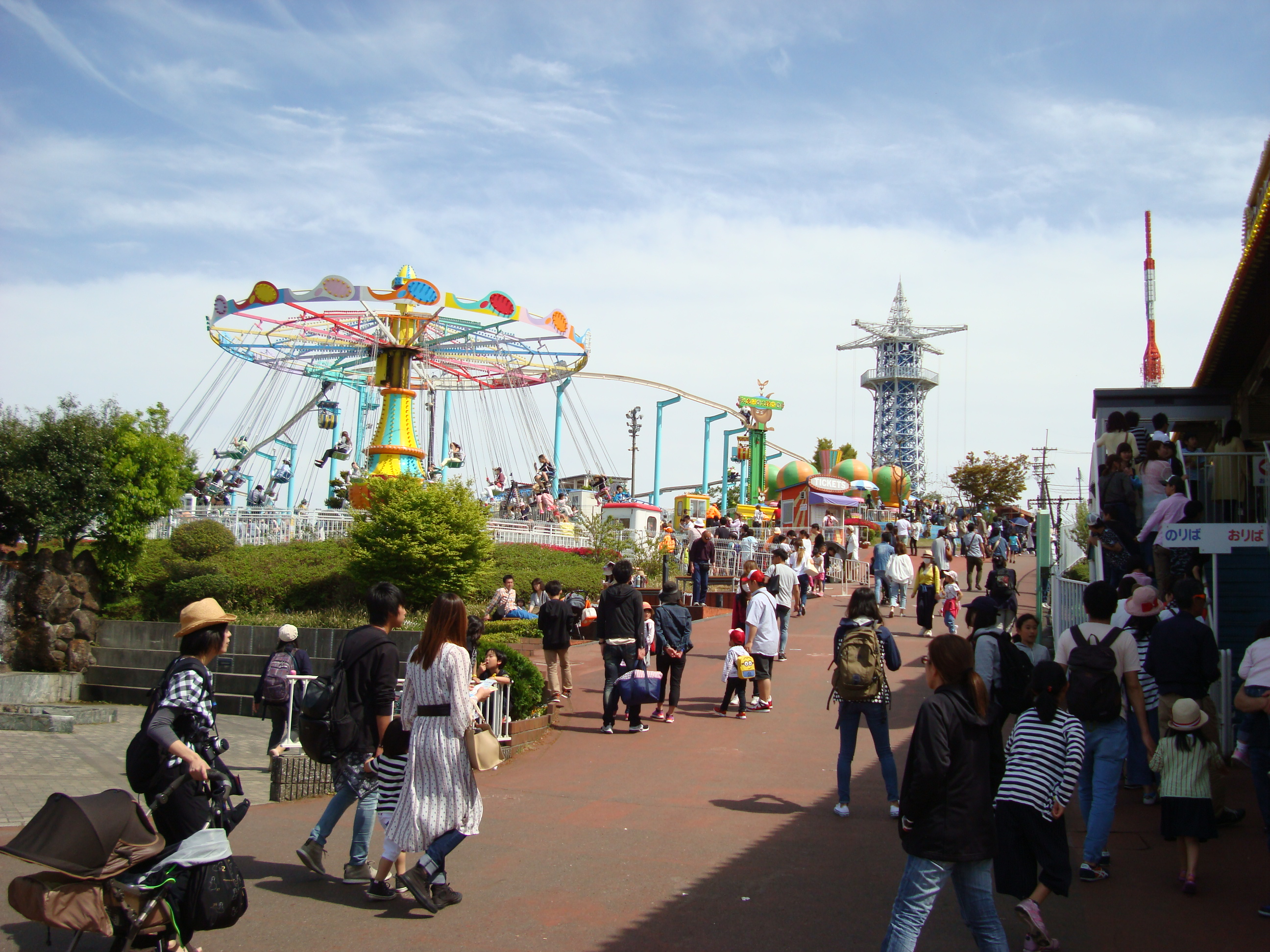
生駒山上遊園地

## 教育

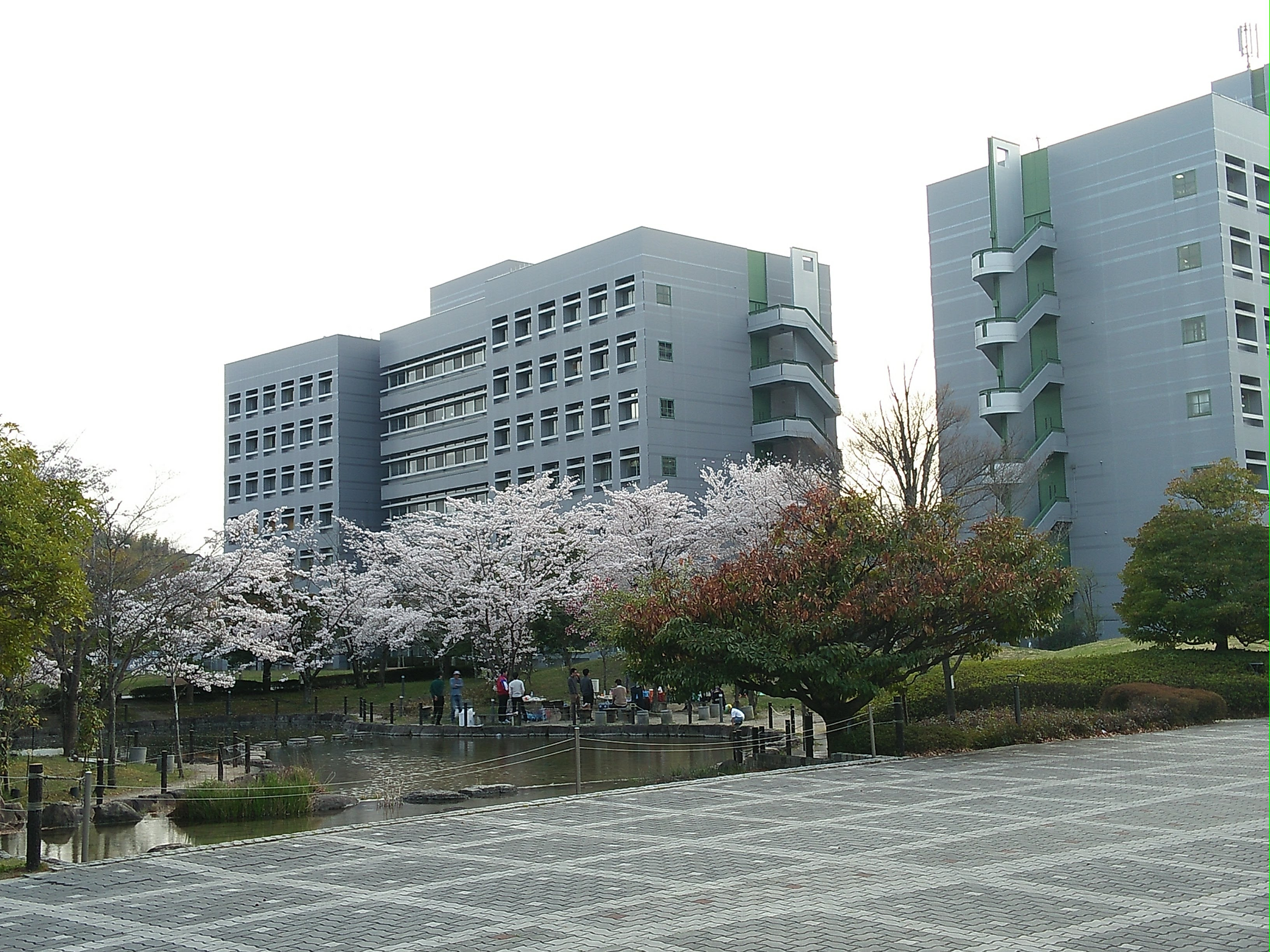
奈良先端科學技術大學院大學校內景觀

在高山町地區的奈良先端科學技術大學院大學為日本少數僅設立研究所的國立大學院大學，該大學周邊的區域也被劃入關西文化學術研究都市。

## 姊妹、友好城市

### 日本
- 上北山村（奈良縣吉野郡）：兩地於1990年4月4日締結為友好城市。[5]

過去在1990年也曾和兵庫縣城崎郡竹野町締結為友好城市，但竹野町在2005年合併為豐岡市後，未繼續與豐岡市締結為友好城市。

## 本地出身知名人
- 森見登美彥：小說家
- 松下奈緒：演員、鋼琴家、作曲家、歌手、模特兒
- 植田佳奈：配音員
- 新山志保：配音員，出生於愛媛縣松山市，在本地成長
- 西野努：足球選手
- 藤井寬子：乒乓球選手
- 古橋亨梧：足球選手

## 外部連結
- （日語） 生駒市觀光情報 | 生駒的散歩道 （页面存档备份，存于）
- （日語） 滿分 生駒的Facebook專頁
- （日語） 生駒市　最新消息的X（前Twitter）
- （日語） 生駒市在地吉祥物　竹丸君的Instagram帳戶
- （日語）YouTube上的生駒市頻道